# Валлєн Деламот
 Валлєн Деламот, повне ім'я Валлєн Деламот, Жан-Батіст-Мішель (фр. Vallin de la Moth 1729, Ангулем — 7 травня 1800, Ангулем) — французький архітектор доби раннього рококо та класицизму.

## Життєпис

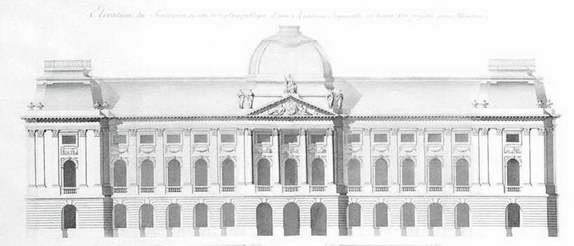
Жак-Франсуа Блондель. Проєкт Академії мистецтв для Москви, замовлений І. І. Шуваловим, фасад. Перероблений для Петербурга.

Племінник французького архітектора Жак-Франсуа Блонделя (1705—1774), у котрого навчався і деякий час працював. Відвідав Італію в 1750-1752 рр., де вивчав залишки давньоримської архітектури і вдосконалював майстерність. На проєкти самого Валлєн Деламота значний вплив мали також твори королівського надвірного архітектора Робера де Котта (1656—1735) в стилі класицизму.
Отримав запрошення на працю в Російську імперію відвельможі і фаворита Єлизавети Петрівни — Шувалова Івана Івановича. З 1759 року — працював в Петербурзі, де отримав посаду викладача Петербурзької Академії мистецтв. Формально його учнями вважають Баженова Василя Івановича, Старова Івана Єгоровича, Неєлова Петра Васильовича, хоча всі вони мали архітектурну підготовку ще до прибуття в країну Валлєн Деламота.
Архітектор працював в Російській імперії в період 1759—1775 р. Архітектурне проєктування та реалізація самих проєктів були розведені ще за часів Петра І. Валлєн Деламот часто обмежувався самим проєктуванням, а реалізацію його проєктів доручали іншим. Так, павільйон Ермітаж біля Зимового палацу будував Юрій Фельтен, а нову споруду Петербурзької Академії мистецтв — Кокорінов Олександр Філіпович.
Розчарування в творчості Валлєн Деламота збоку імператриці Катерини ІІ та її оточення сприяли обриву кар'єри французького архітектора в Петербурзі. 1775 р. він назавжди відбув у Францію, мешкав в місті Ангулем, де і помер.

## Вибрані твори

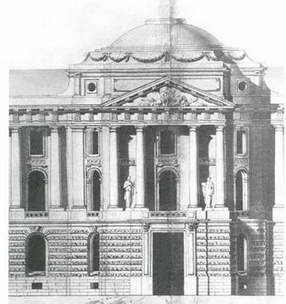
Валлєн Деламот. Проєкт Академії мистецтв. Центральний ризаліт головного фасаду.

- Проєкт павільйону Ермітаж біля Зимового палацу, Санкт-Петербург
- Проєкт палацу вельможі І. І. Бецького біля Літнього саду
- Проєкт фасаду Петербурзької Академії мистецтв і, можливо, начерк її розпланування
- Проєкт католицької церкви Св. Катерини, Невський проспект, добудовав Антоніо Рінальді
- Палац вельможі Кирили Григоровича Розумовського в місті Почеп, тоді Чернігівська губернія, нині Брянська область, Росія
- Проєкт церкви в місті Почеп (Воскресенський ?), за іншими даними — проєкт Антоніо Рінальді
- Палац вельможі Івана Чернишова біля Синього мосту, Санкт-Петербург
- Перебудови палацу Кирили Григоровича Розумовського, Санкт-Петербург
- Палац вельможі А. І. Шувалова, Санкт-Петербург
- Гостиний двір, Санкт-Петербург, перебудови
- Склади Нова Голландія, Санкт-Петербург, перебудови

## Галерея збережених споруд

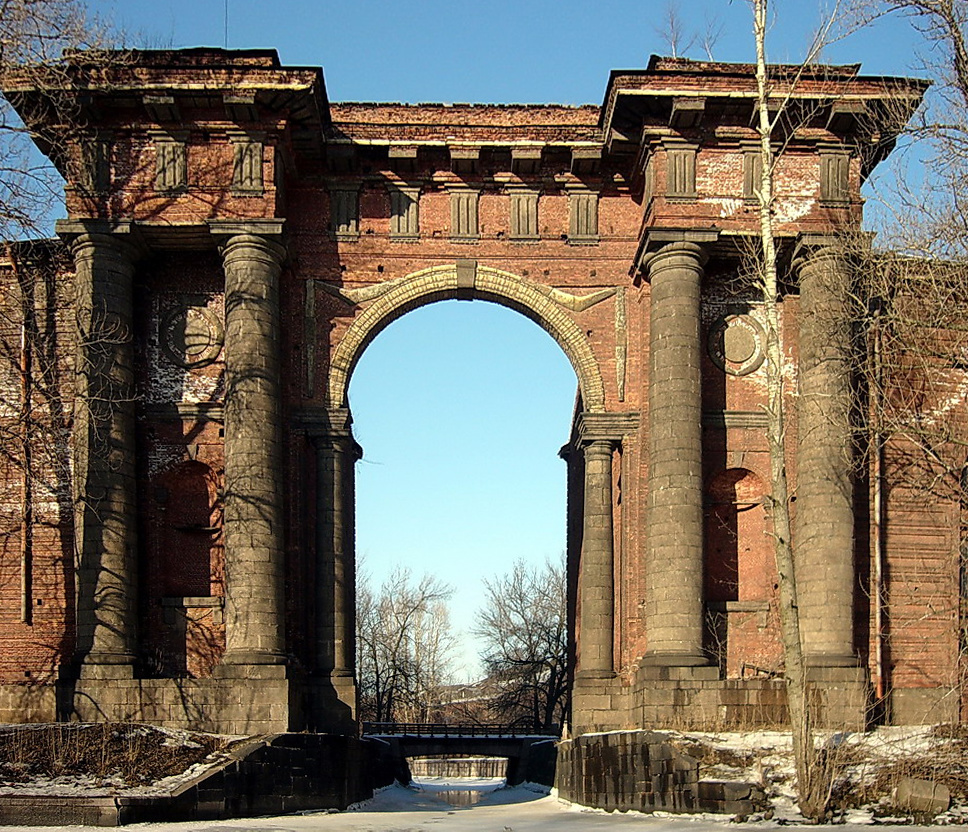
Склади Нова Голландія, Санкт-Петербург,
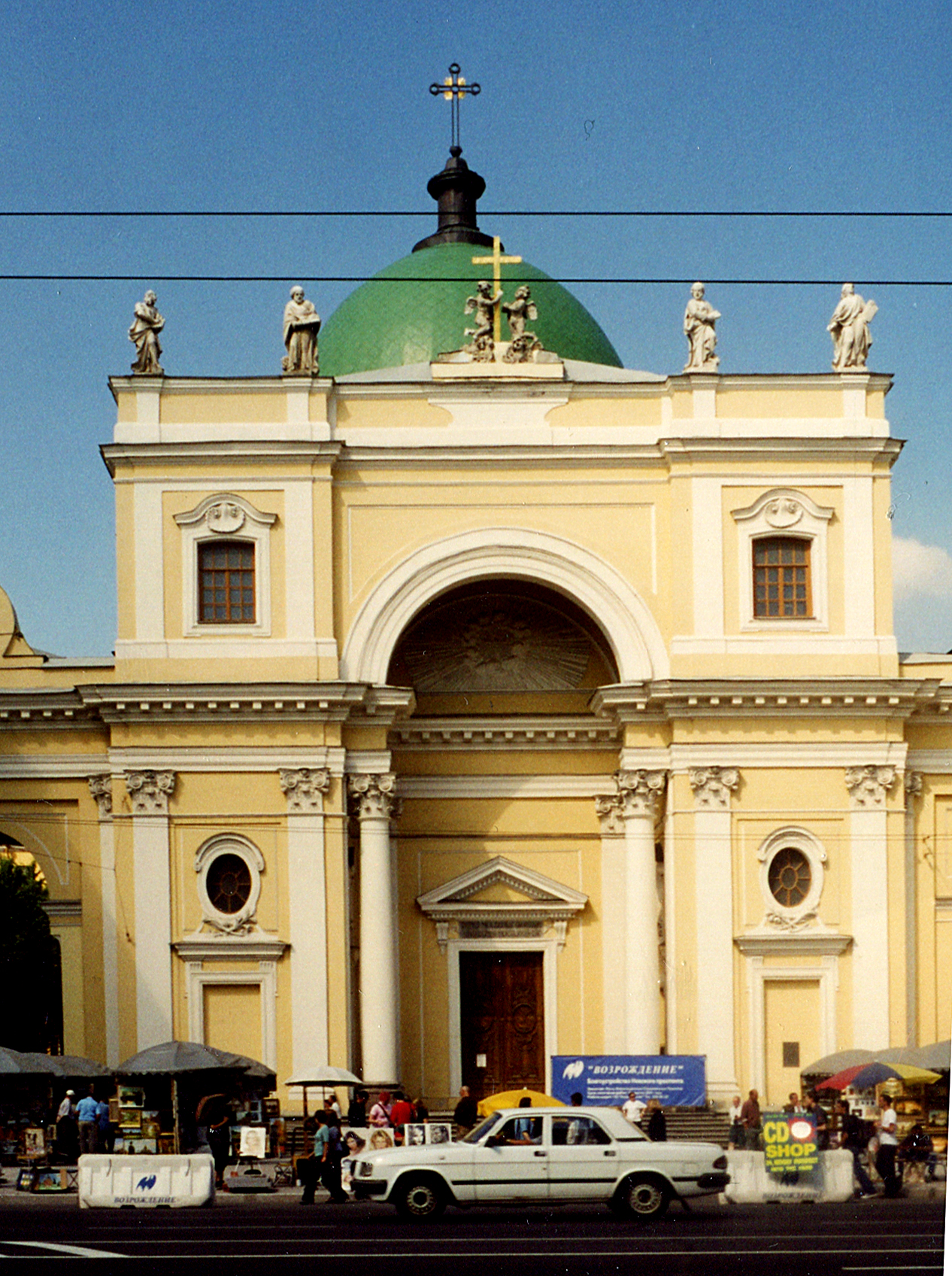
Проєкт католицької церкви Св. Катерини, Невський проспект, головний фасад - добудовав Антоніо Рінальді
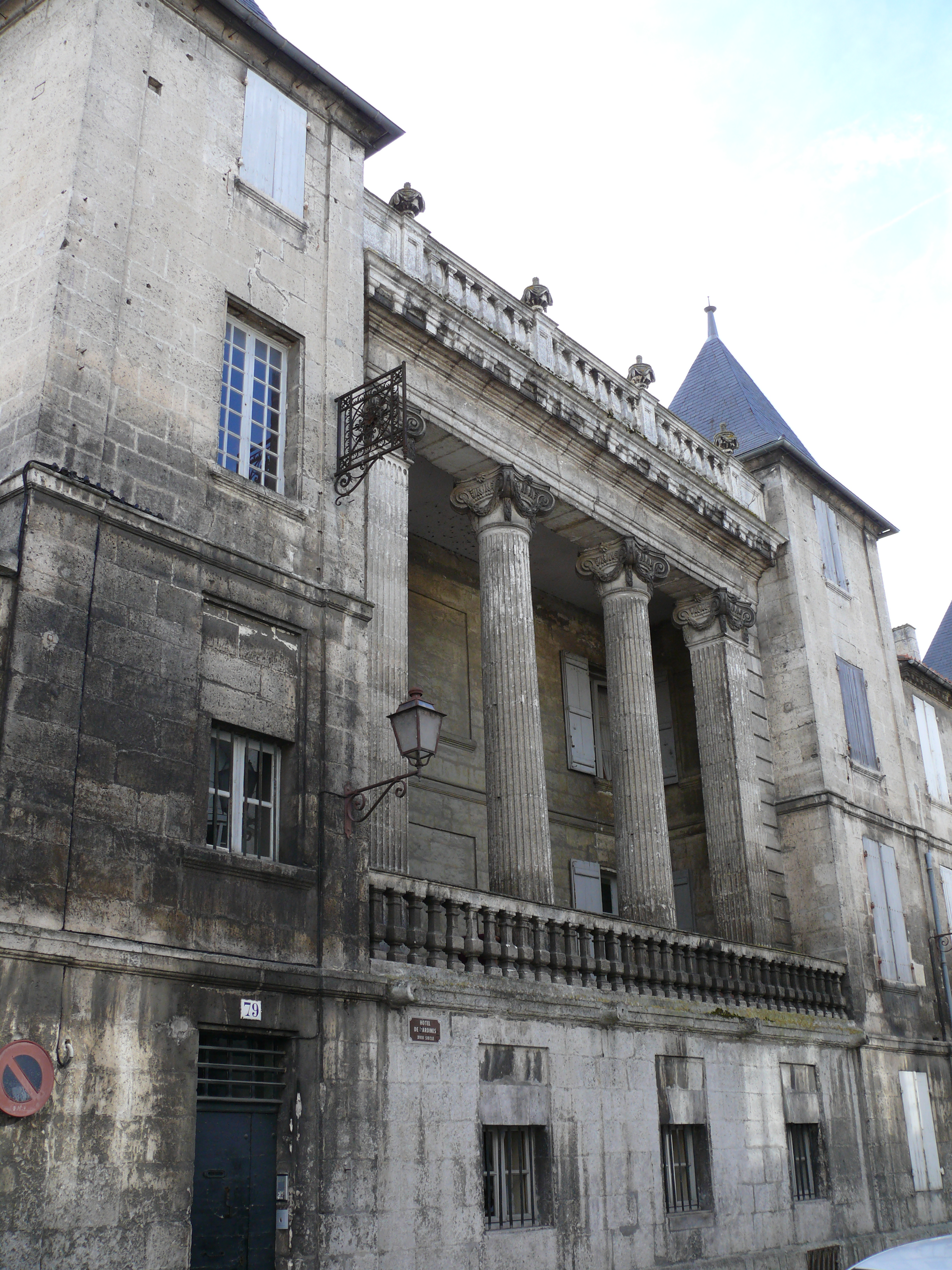
Готель де Бардіне, Ангулем, Франція
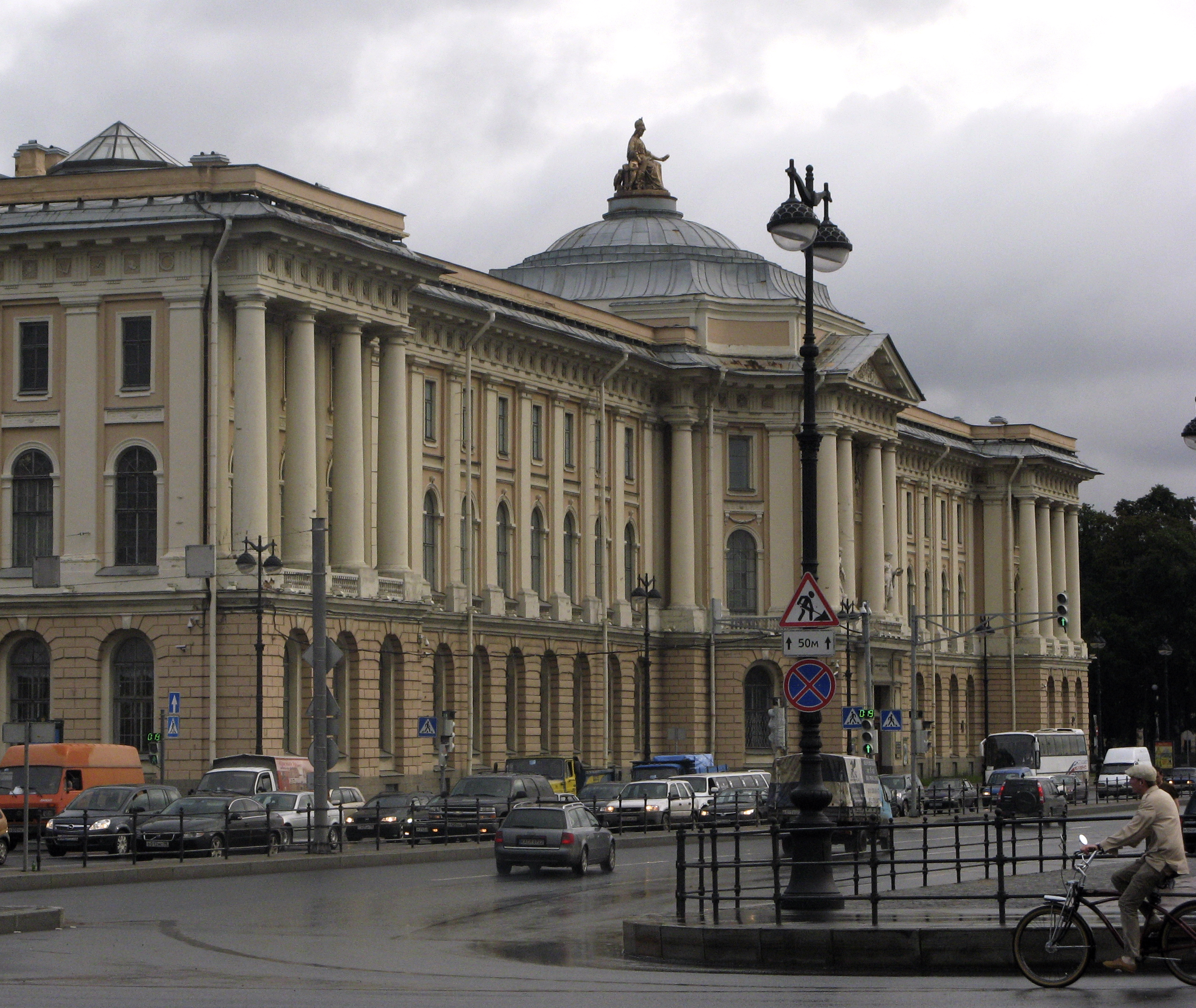
Імператорська Академія мистецтв, головний фасад